# Distretto di Mojynqūm
Il distretto di Mojynqūm (in kazako: Мойынқұм ауданы) è un distretto (audan) del Kazakistan con  capoluogo Mojynqūm.